# Promecostethus
Promecostethus is een geslacht van hooiwagens uit de familie Triaenonychidae.
De wetenschappelijke naam Promecostethus werd voor het eerst geldig gepubliceerd door Günther Enderlein in 1909. 

## Soorten
Promecostethus is monotypisch en omvat slechts de volgende soort:
- Promecostethus unifalculatus